# NGC 1700
NGC 1700 је елиптична галаксија у сазвежђу Еридан која се налази на NGC листи објеката дубоког неба.
Деклинација објекта је - 4° 51' 55" а ректасцензија 4h 56m 56,2s. Привидна величина (магнитуда) објекта NGC 1700 износи 11,2 а фотографска магнитуда 12,2. Налази се на удаљености од 40,707 милиона парсека од Сунца. NGC 1700 је још познат и под ознакама MCG -1-13-38, PGC 16386.